# Boiry-Sainte-Rictrude

Boiry-Sainte-Rictrude este o comună în departamentul Pas-de-Calais, Franța. În 1 ianuarie 2022 avea o populație de 386 de locuitori.